# 賽門·麥克伯尼
賽門·蒙塔古·麥克伯尼，OBE（1957年8月25日—），英格蘭男演員，以及倫敦同謀劇院公司的創始人和藝術總監。著名演出作品如電影《戰略迷魂》（2004年）、《我的好野女友》（2006年）、《魔幻羅盤》（2007年）、《公爵夫人》（2008年）、《罗宾汉》（2010年）、《哈利·波特与死亡圣器（上）》（2010年）、《諜影行動》（2011年）、《魔力月光》（2014年）、《愛的萬物論》（2014年）以及《不可能的任務：失控國度》（2015年）；也在BBC情境喜劇《蒂博雷的牧师》（1994年至2004年）中扮演合唱團指揮塞西爾（Cecil）。

## 早年
賽門·麥克伯尼出生於劍橋。父親查爾斯·麥克伯尼是美國考古學家和蘇格蘭裔學者。曾祖父是著名美國外科醫生查尔斯·麦克伯尼。母親安妮·法蘭西斯·艾德蒙史東（Anne Francis Edmondstone，娘家姓查爾斯）是英國秘書，擁有英國、蘇格蘭和愛爾蘭血統。父母是在二戰期間認識的遠房表親。哥哥是作曲家兼作家傑拉德·麥克伯尼。
1980年畢業於剑桥大学彼得学院，他在此學習英語文學。父親去世後，他移居法國巴黎，並在雅克·勒科克國際戲劇學院接受戲劇培訓。

## 私生活
2007年，他結識了音樂會鋼琴家湯川卡桑德拉·「凱西」（Cassandra "Cassie" Yukawa）。兩人後來結婚並和三個孩子住在英格蘭格洛斯特郡斯特勞德；他們以前曾住在北倫敦地區。他的嫂子是小提琴家湯川黛安娜。
在2005年元旦授勳上，麥克伯尼因「戲劇成就」而被授予大英帝國勳章（OBE）。他是全球部落人民權利運動的國際生存大使。

## 外部連結
- 賽門·麥克伯尼在互联网电影资料库（IMDb）上的資料（英文）
- Profile: Simon McBurney at The Guardian （页面存档备份，存于）
- American Theatre Wing's Working in the Theatre Episode on Solo Performance featuring McBurney （页面存档备份，存于）